# Здравоохранение в Северной Македонии
Ожидаемая продолжительность жизни в 2016 году составляла 74 года для мужчин и 78 лет для женщин.
В 2015 году было подсчитано, что 11,44 % населения Северной Македонии страдает диабетом, что обходится примерно в 403 доллара на человека в год. В 2015 году он занимал четвертое место по уровню смертности от неинфекционных заболеваний в Европе (637 на 100 000).

## Состояние системы
Страна унаследовала большую инфраструктуру здравоохранения после обретения независимости в 1991 году с хорошо распределенными службами общественного здравоохранения. Были открыты частные больницы и приватизирована первичная медико-санитарная помощь. Впоследствии как государственные, так и частные поставщики услуг были интегрированы в одну модель социального страхования, управляемую Фондом медицинского страхования Северной Македонии. Сектор государственных больниц считается неэффективным и непопулярным как среди пациентов, так и среди профессиональных сотрудников. 90 % населения находятся в пределах 30 минут от службы здравоохранения.
Расходы на здравоохранение в 2014 г. составили 851 доллар на душу населения, что составляет 6,5 % ВВП .
Согласно Европейскому индексу потребителей медицинских услуг, система здравоохранения Северной Македонии сделала самый заметный прогресс среди всех стран в истории своего Индекса, с 27-го на 16-е место в 2014 году, потому что, внедрив систему электронного бронирования в реальном времени, они так значительно сократили очереди. С июля 2013 года любой терапевт может сделать заказ у любого специализированного или тяжелого диагностического оборудования в стране в режиме реального времени, пока пациент присутствует. Они поставили Северную Македонию на 16-е место в Европе в 2015 году.
Врачебная палата Северной Македонии жалуется на несоответствие между имеющимися средствами и ожидаемым качеством обслуживания, что помещения используются неэффективно, оборудование устарело, а персонал используется неэффективно.